# Parcul Național Piatra Craiului
Parcul Național Piatra Craiului este o arie protejată de interes național ce corespunde categoriei a II-a IUCN (parc național), situat pe teritoriile județelor Argeș (6.967 ha.) și Brașov (7.806 ha).

## Localizare
Aria naturală se întinde în extremitatea nord-estică a județului Argeș (pe teritoriile administrative ale comunelor Dâmbovicioara, Dragoslavele, Rucăr) și în cea sudică a județului Brașov (pe teritoriile comunelor Fundata, Moieciu și Bran și pe cel al orașului Zărnești), în apropierea drumului național DN73A care leagă orașul Predeal de localitatea Șercaia.
Parcul național este localizat în Masivul Piatra Craiului, grupare muntoasă ce aparține nord-vestului lanțului carpatic al Meridionalilor și se întinde pe o suprafață totală de 14.773 ha.

## Istoric
Aria naturală din Masivul Piatra Craiului a fost înființată în data de 28 martie 1938 prin decizia Consiliului de Miniștrii, publicată în Jurnalul Consiliului de Miniștrii Nr. 645 din 1938, urmând ca de-a lungul timpului, aria protejată să-și mărească suprafața în mai multe etape, iar din anul 1990, zona să fie declarată parc național și reconfirmată prin Legea Nr.5 din 6 martie 2000 (privind aprobarea Planului de amenajare a teritoriului național - Secțiunea a III-a - zone protejate).
În anul 2003 prin Hotărârea de Guvern nr. 230 din 4 martie (privind delimitarea rezervațiilor biosferei, parcurilor naționale și parcurilor naturale și constituirea administrațiilor acestora) se restabilesc limitele și suprafața parcului național.

## Descriere

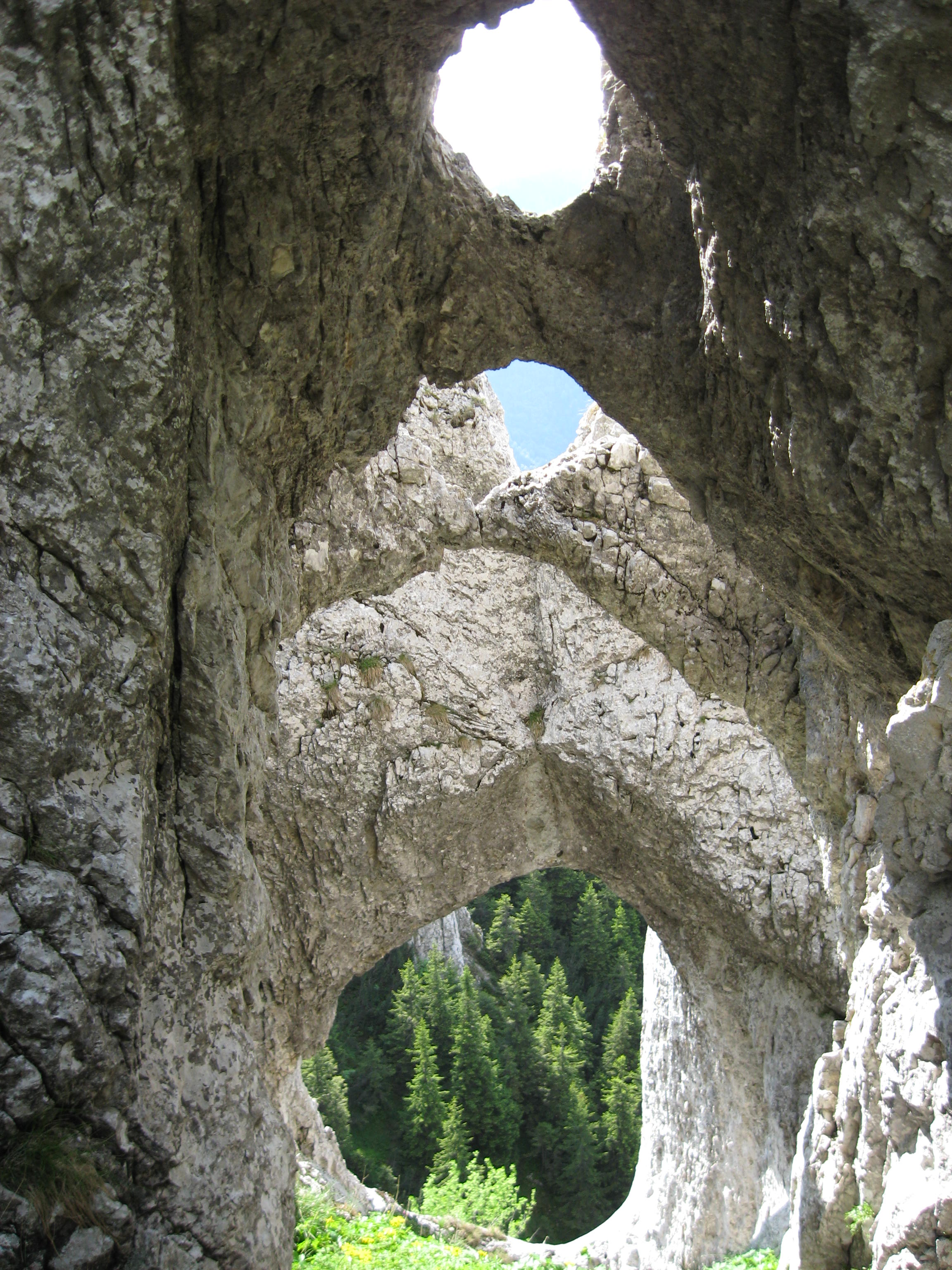
Zona carstică „La Zaplaz”

Parcul Național Piatra Craiului reprezintă o zonă cu vârfuri abrupte (Vârful Țimbalul Mare - 2.177 m, Vârful dintre Țimbale - 2.170 m) din rocă metamorfică, stâncării calcaroase de vârstă jurasică, grohotișuri, goluri alpine, cheiuri (Cheile Zărneștiului, Cheile Vlădușca, Cheile Dâmbovicioarei), peșteri, ochiuri de mlaștină, cursuri de apă sau zone carstice (Cerdacul Stanciului, Padina lui Calinet, Prăpastiile Zărneștiului, Fântâna Domnilor, Fântâna lui Botorog, La Zaplaz) rezultate în urma eroziunii sau coroziunii rocilor; pajiști montane, fânețe, pășuni, zone împădurite,. 
Parcul național se suprapune sitului de importanță comunitară - Piatra Craiului și include rezervațiile naturale: Cheile Zărneștilor (arie protejată de interes geologic, floristic, faunistic și peisagistic, cunoscută și sub denumirea de Prăpăstiile Zărneștilor), Peștera Liliecilor (Rucăr-Bran), Peștera Dâmbovicioara, Avenul din Grind, Zona carstică Dâmbovicioara - Brusturet, Peștera Dobreștilor, Peștera nr. 15, Peștera Stanciului și Peștera Uluce.

## Biodiversitate
Masivul Piatra Craiului prezintă o arie naturală cu o gamă floristică și faunistică diversă, exprimată atât la nivel de specii cât și la nivel de ecosisteme terestre.

### Habitate
Aria naturală dispune de mai multe tipuri de habitate (Tufărișuri alpine și boreale, Tufărișuri cu specii sub-arctice de Salix, Tufărișuri cu Pinus mugo și Rhododendron myrtifolium, Comunități rupicole calcifile sau pajiști bazifite din Alysso-Sedion albi, Comunități de lizieră cu ierburi înalte higrofile de la nivelul câmpiilor, până la cel montan și alpin, Pajiști calcifile alpine și subalpine, Fânețe montane,  Peșteri în care accesul publicului este interzis, Păduri aluviale cu Alnus glutinosa și Fraxinus excelsior (Alno-Padion, Alnion incanae, Salicion albae), Păduri dacice de fag (Symphyto-Fagion), Păduri  relictare de Pinus sylvestris pe substrat calcaros, Păduri de fag de tip Luzulo-Fagetum, Păduri medio-europene de fag din Cephalanthero-Fagion, Păduri acidofile de Picea abies din regiunea montană (Vaccinio-Piceetea), Tufărișuri cu specii sub-arctice de Salix, Versanți stâncoși cu vegetație chasmofitică pe roci silicioase, Vegetație herbacee de pe malurile râurilor montane, 
Vegetație lemnoasă cu Myricaria germanica de-a lungul râurilor montane și Grohotișuri calcaroase și de șisturi calcaroase din etajul montan până în cel alpin (Thlaspietea rotundifolii) ce adăpostesc o gamă diversă de floră și faună specifică Pietrei Craiului.

### Floră
Flora parcului național este constituită din specii vegetale distribuite etajat, în concordanță cu structura geologică, caracteristicile solului și climei, structurii geomorfologice sau altitudinii.

#### Arbori și arbusti
Specii de conifere: molid (Picea Abies), pin (Pinus), brad (Abies alba), larice (Larix decidua), zâmbru (Pinus cembra), zadă (Larix), tisă (Taxus baccata).
Specii de foioase cu arboret de: gorun (Quercus petraea), stejar (Quercus robur), fag (Fagus sylvatica), carpen (Carpinus betulus), paltin de munte (Acer pseudoplatanus), tei (Tilia cordata), frasin (Fraxinus excelsior), castan sălbatic (Aesculus hippocastanum), ulm (Ulmus glabra), arțar (Acer platanoides), jugastru (Acer campestre), mesteacăn (Betula pendula), plop tremurător (Populus tremula), arin de munte (Alnus viridis), arin negru (Alnus glutinosa), salcie albă (Salix alba), salcie căprească (Salix caprea).

#### Ierburi și flori
La nivelul ierburilor diversitatea floristică este reprezentată de mai multe specii și subspecii de plante, dintre care unele protejate prin lege sau endemice pentru această zonă a țării.

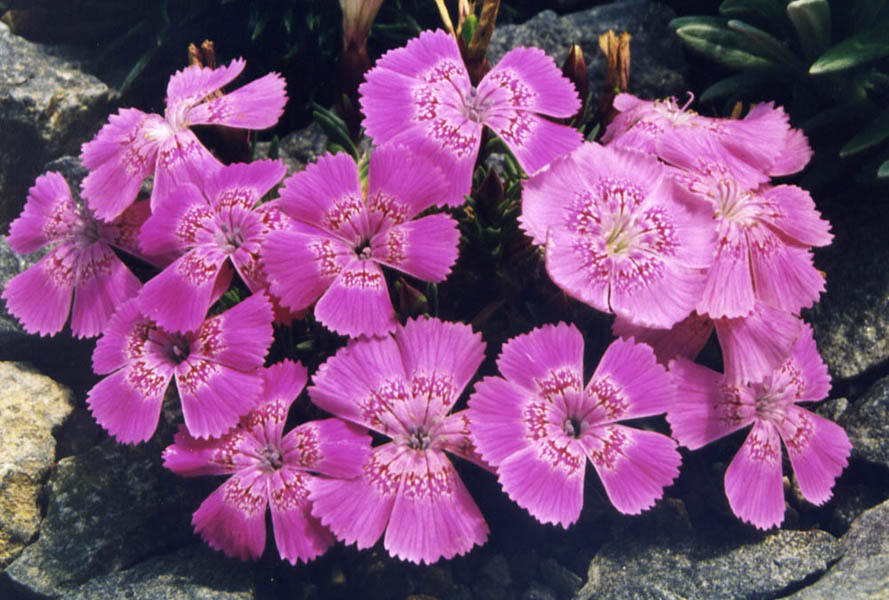
Garofița Pietrei Craiului (Dianthus callizonus)

Specii floristice semnalate în arealul parcului: garofița Pietrei Craiului (Dianthus callizonus), specie endemică ce crește numai pe stâncăriile și grohotișurile Pietrii Craiului, sângele voinicului (Nigrittela rubra), floarea-reginei (Leontopodium alpinum Cass.), bujorul de munte (Rhododendron), macul galben (Papaver alpinum), iedera albă (Daphne blagayana), papucul doamnei (Cypripedium calceolus), linariță (Linaria alpina), morcoveancă (Pleurospermum austriacum), talpa ursului (Heracleum palmatum), bunghișor (Erigeron uniflorus și Erigeron atticus), mixandre sălbatice (Erysimum witmannii), floare-de-perină (Anthemis tinctoria ssp. fussii), clopoței (Campanula patula ssp. abietina), orhidee (cu specii de: Cephalanthera longifolia, Gymnadenia conopsea, Gymnadenia odoratissima), căpșunică (Cephalanthera rubra), buzișor (Corallorhiza trifida), garoafă (cu specii de: Dianthus glacialis ssp. gelidus, Dianthus tenuifolius, Dianthus giganteus ssp. banaticus, Dianthus henteri), bunghișor (din speciile: Erigeron uniflorus, Erigeron atticus și Erigeron atticus), ghințură (Gentiana clusii), untul vacii (Orchis morio), poroinic (Orchis ustulata), pușca-dracului (Phyteuma tetramerum), foaie-grasă (Pinguicula alpina), pătlăgină (Plantago atrata) sau darie (Pedicularis exaltata).

### Faună
Fauna parcului este una diversificată și reprezentată de mai multe specii de mamifere, păsări, pești, amfibieni și reptile, unele protejate prin lege și aflate pe lista roșie a IUCN.

#### Mamifere
Specii de mamifere: urs carpatin (Ursus arctos), cerb (Cervus elaphus), căprioară (Capreolus capreolus), capră neagră (Rupicapra rupicapra), lup (Canis lupus), râs eurasiatic (Lynx lynx), jder de copac (Martes martes), vulpe (Vulpes vulpes), mistreț (Sus scrofa), veveriță (Sciurus carolinensis), liliacul cu urechi late (Barbastella barbastellus), liliacul cu aripi lungi (Miniopterus schreibersii), liliacul comun (Myotis myotis), liliac cu urechi de șoarece (Myotis blythii), liliacul mare cu potcoavă (Rhinolophus ferrumequinum), liliacul mic cu potcoavă (Rhinolophus hipposideros), chițcanul de câmp (Crocidura leucodon), chițcan pitic (Sorex minutus), șoarece pitic (Micromys minutus), chițcan de pădure (Sorex araneus),  sau chițcan de munte (Sorex alpinus). 

#### Păsări
Specii de păsări: cocoș de munte (Tetrao urogallus), corb (Corvus corax), ieruncă  (Tetrastes bonasia), vânturelul roșu (Falco tinnunculus), codroș de munte (Phoenicurus ochruros), șoim călător (Falco peregrinus), brumăriță de stâncă (Prunella collaris), cristel-de-câmp (Crex crex), stăncuță (Corvus monedula), ciuf-de-pădure (Asio otus), porumbel gulerat (Columba palumbus), ciocârlie-de-câmp (Alauda arvensis), acvilă-țipătoare-mică (Aquila pomarina), acvilă de munte (Aquila chrysaetos), șorecar comun (Buteo buteo), șorecar-încălțat (Buteo lagopus), sticlete (Carduelis carduelis), pupăză (Upupa epops), cuc (Cuculus canorus), mierlă (Turdus merula), erete vânăt (Circus cyaneus), scatiu (Carduelis spinus), grangur (Oriolus oriolus), sfrâncioc roșiatic (Lanius collurio), presură galbenă (Emberiza citrinella), codobatură (Motacilla alba), fluierar-de-zăvoi (Tringa ochropus), ciocârlan (Galerida cristata), pitulice (Sylvia nisoria)

#### Reptile, amfibieni și pești
Șopârlă de câmp (Lacerta agilis), gușter (Lacerta viridis), șarpele de apă (Natrix tessellata), șarpele de alun (Coronella austriaca),  șarpele orb (Anguis fragilis), șarpele de casă (Natrix natrix), viperă (Vipera berus), ivoraș-cu-burta-galbenă (Bombina variegata), tritonul cu creastă (Triturus cristatus), tritonul de munte (Triturus alpestris),  tritonul comun transilvănean (Triturus vulgaris), broasca-roșie-de-pădure (Rana dalmatina), broasca-roșie-de-munte (Rana temporaria), brotacul verde de copac (Hyla arborea) sau salamandra de foc (Salamandra salamandra); precum și trei specii de pești: mreană vânătă (Barbus meridionalis), chiscar de râu (Eudontomyzon mariae) și zglăvoacă (Cottus gobio).

## Acces
Accesul în parc se poate face pe drumul național DN73A pe ruta: Brașov - Râșnov - Zărnești, de la Brașov, sau pe drumul național DN73D, pe ruta: Pitești - Câmpulung - Zărnești, dinspre Pitești.

## Monumente și atracții turistice
În vecinătatea parcului se află numeroase obiective de interes istoric, cultural și turistic; astfel:

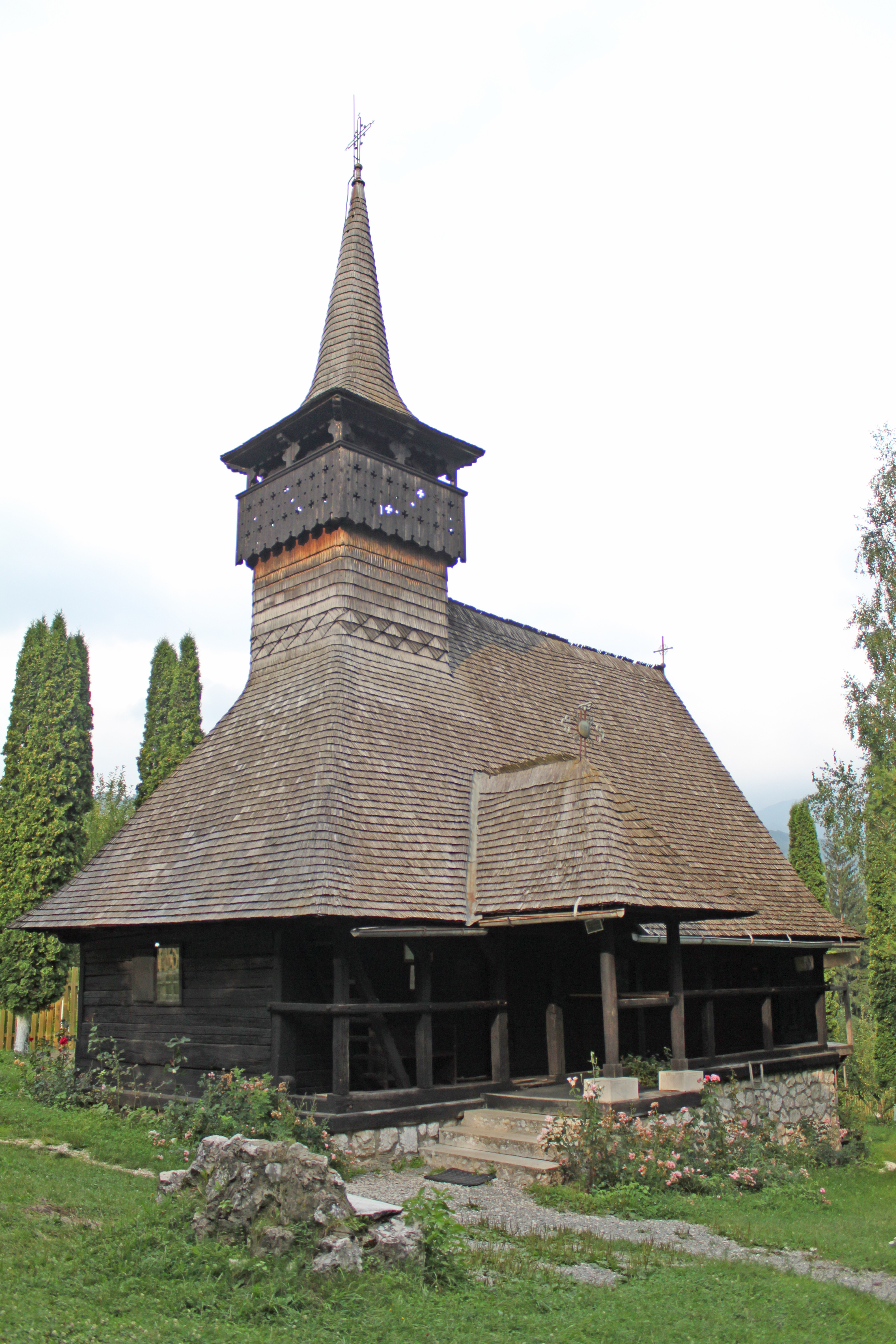
Biserica de lemn din Dragoslavele

- Biserica "Adormirea Maicii Domnului" - Joseni din  Dragoslavele, construcție 1661, monument istoric.
- Biserica "Înălțarea Domnului" - Suseni din  Dragoslavele, construcție 1745, monument istoric.
- Biserica "Sf. Mucenici Gheorghe și Dumitru" - Suseni din Rucăr, construcție 1780, monument istoric.
- Biserica de lemn "Sf. Gheorghe" a schitului Dragoslavele, construcție sf. sec. XVII, strămutată 1949 din Luna de Sus, Cluj, monument istoric.
- Biserica "Intrarea în Biserică a Maicii Domnului" din Tohanu Nou, construcție 1779, monument istoric.
- Ansamblul bisericii " Sf. Nicolae" din Zărnești (Biserica "Sf. Nicolae" și paraclisul), construcție sec. XVI - XIX, monument istoric.
- Biserica "Nașterea Maicii Domnului" din Zărnești, construcție secolul al XVIII-lea, monument istoric.
- Biserica "Sf. Împărați" din satul Podu Dâmboviței, construcție 1940, monument istoric.
- Biserica "Adormirea Maicii Domnului" din Fundata, construcție 1843, monument istoric.
- Biserica "Sf. Nicolae" din Moieciu de Jos, construcție 1761, monument istoric.
- Biserica „Adormirea Maicii Domnului” din Bran, lăcaș de cult ortodox (monument istoric) ridicat între anii 1828-1836.Castelul Bran

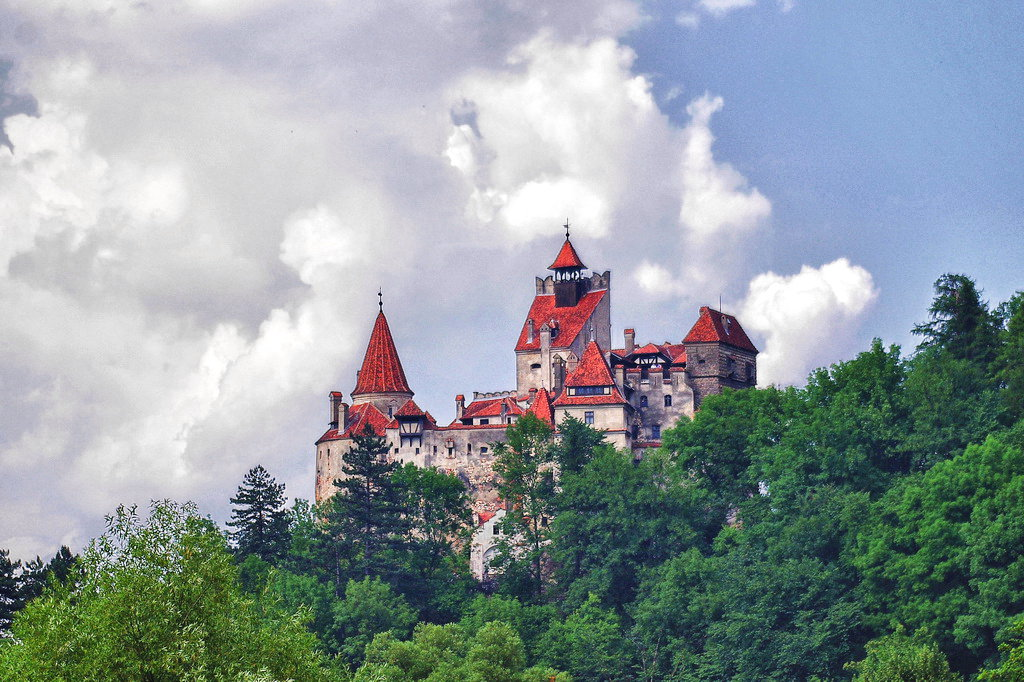
Castelul Bran

- Castelul Bran (monument istoric) construit între anii 1211-1377 cu destinație inițială de cetate militară (de supraveghere a Pasului Rucăr-Bran) și transformat în anul 1920, în castel (când era în proprietatea reginei Maria).
- Muzeul satului Bran care adăpostește importante valori ale arhitecturii tradiționale din Țara Bârsei (case țărănești ce includ anexe gospodărești, joagăr, piuă, dârste) și reflectă ocupațiile străvechi ale localnicilor (prelucrarea lemnului, cultura plantelor și creșterea animalelor)[22]
- Așezarea romană de la Podu Dâmboviței (Epoca romană, sec. II - III p. Chr.).
- Ruinele cetății Oratea din satul Podu Dâmboviței, construcție datată la mijlocul sec. al XIV-lea.